# Kleine Pelsterstraat 5/5a (Groningen)
Het pand Kleine Pelsterstraat 5/5a in de stad Groningen is een studentensociëteit die is aangewezen als gemeentelijk monument.

## Beschrijving

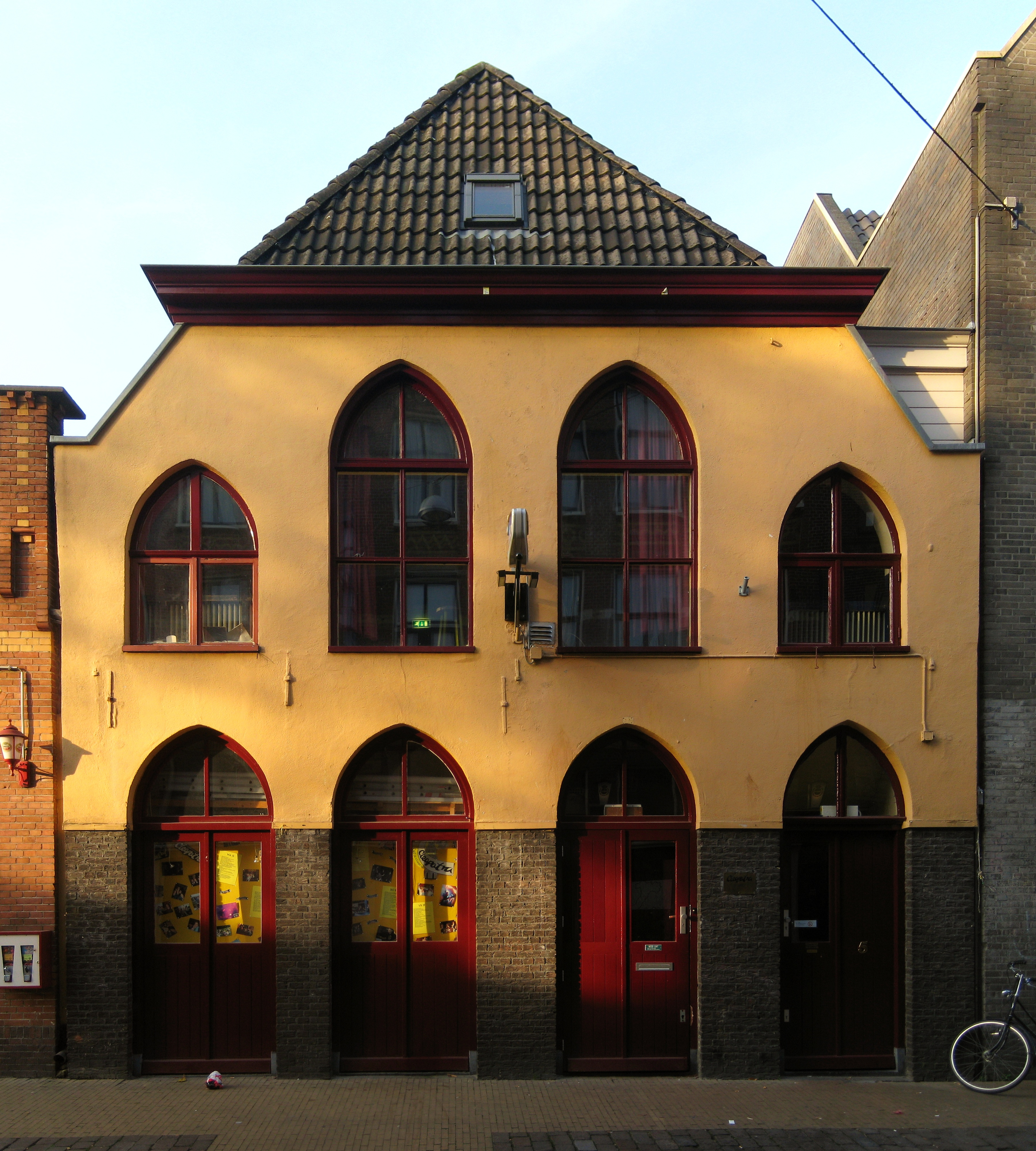
Kleine Pelsterstraat 5/5a in 2011

Kleine Pelsterstraat 5/5a is een eenlaagshuis met een hoge steile kap met wolfeinden aan voor- en achterkant. Het gebouw dateert oorspronkelijk uit de 15e eeuw. De houten kapconstructie uit die tijd is bewaard gebleven. De achtergevel heeft forse rookkanalen uit verschillende perioden, die mogelijk hoorden bij een werkplaats of smederij. In de 19e eeuw was in het pand een azijnfabriek gevestigd. Vanaf de jaren zestig van de twintigste eeuw kreeg het gebouw een horecabestemming, terwijl de bovenverdieping nog werd bewoond. Sinds 1994 is het gehele pand in gebruik als sociëteit van de studentenvereniging Cleopatra A.S.G.
Het pand is aangewezen als gemeentelijk monument, onder meer vanwege zijn stedenbouwkundige en bouwhistorische waarden en vanwege de zeldzaamheid van het bloktandfries van kloostermoppen onder de dakvoet van de westelijke zijgevel.